# 1625 en arts plastiques
| Années des arts plastiques : 1622 - 1623 - 1624 - 1625 - 1626 - 1627 - 1628    |
| Décennies des arts plastiques : 1590 - 1600 - 1610 - 1620 - 1630 - 1640 - 1650 |

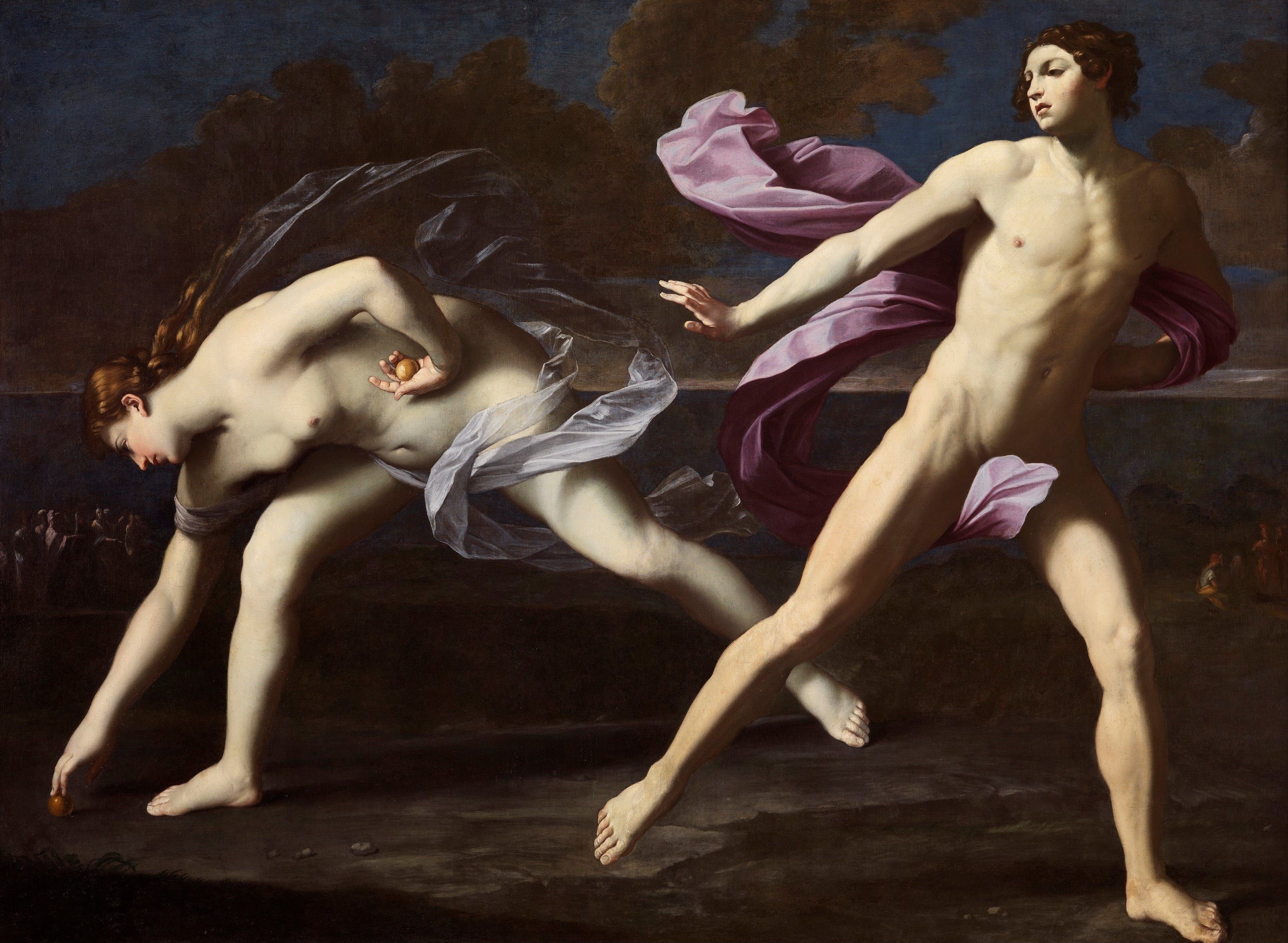
Hippomène et Atalante, de Guido Reni.

Cette page concerne l'année 1625 en arts plastiques.

## Événements
- Vers 1625-1630 : Faune Rondanini, sculpture en marbre de François Duquesnoy à partir d'un ancien torse romain[1].

## Œuvres
- La Lapidation de saint Étienne, première œuvre datée connue de Rembrandt.
- La Félicité de la Régence, dernier tableau réalisé par Rubens pour le Cycle de Marie de Médicis.

## Naissances
- 5 avril : Domenico Maria Canuti, peintre baroque italien de l'école bolonaise († 6 avril 1684),
- 14 avril : Heinrich Jansen, peintre danois († septembre 1667),
- 15 mai : Carlo Maratta, peintre italien († 15 décembre 1713),
- 20 novembre : Paulus Potter, peintre néerlandais († 17 janvier 1654),
- ? :
  - Francesco Maria Borzone, peintre baroque italien de l'école génoise († 1679),
  - Antonio Busca, peintre baroque italien († 1686),
  - Hendrick Danckerts, peintre et graveur hollandais († 1680),
  - Karel van der Pluym, graveur et peintre néerlandais († 22 février 1672).

## Décès
- 13 janvier : Jan Brueghel l'Ancien, peintre baroque flamand (° 1568),
- 25 mars : Juan de Oviedo, architecte, sculpteur et ingénieur militaire espagnol (° 21 mai 1565),
- 6 mai : Pietro Antonio Novelli I, mosaïste et peintre italien (° 1568),
- 6 juillet : Francesco Villamena, graveur italien (° 1566),
- 14 août : Hans Rottenhammer, peintre allemand (° 1564),
- 21 septembre : Bartolomeo Cavarozzi, peintre italien (° 15 février 1587),
- 13 novembre : Guglielmo Caccia, peintre maniériste italien spécialisé dans la peinture de retables (° 9 mai 1568),
- 14 novembre : Giulio Cesare Procaccini, peintre et graveur italien (° 30 mai 1574),

- ? :
  - Sofonisba Anguissola, peintre italienne (° vers 1535),
  - Esaias van Hulsen, orfèvre et graveur allemand († vers 1570),
  - Pedro Perret, graveur flamand (° vers 1555),

- Vers 1625 :
- Léonard II Limosin, peintre émailleur français (° vers 1550).